# Tutto ciò che non vuoi sapere (singolo)
Tutto ciò che non vuoi sapere è un singolo di Roberto Tardito, pubblicato nel 2021 come primo estratto dall'album Tutto ciò che non vuoi sapere.

## Tracce
1. Tutto ciò che non vuoi sapere – 3:47 (Roberto Tardito)

## Formazione
- Brian Craven – metals, small drums
- Nick R. Francis – pedal steel guitar
- Scott Gravin – batteria
- Vanja Grastić – chitarre acustiche
- Matt Meyers – grancassa, shaker
- Roberto Tardito – voce, chitarre elettriche, pianoforte
- Nicolas Wade – basso
- Thomas Williams – violoncello